# Cyrtopodion fasciolatum
Cyrtopodion fasciolatum är en ödleart som beskrevs av  Edward Blyth 1861. Cyrtopodion fasciolatum ingår i släktet Cyrtopodion och familjen geckoödlor. Inga underarter finns listade i Catalogue of Life.